# Kačer (Užice)
Pour les articles homonymes, voir Kačer.
Kačer (en serbe cyrillique : Качер) est un village de Serbie situé sur le territoire de la Ville d'Užice, district de Zlatibor. Au recensement de 2011, il comptait 519 habitants.

## Démographie

### Évolution historique de la population
| 1948 | 1953 | 1961 | 1971 | 1981 | 1991 | 2002 | 2011 |
| ---- | ---- | ---- | ---- | ---- | ---- | ---- | ---- |
| 841  | 817  | 769  | 642  | 576  | 481  | 507  | 519  |

|  |